# Жупа
Вижте пояснителната страница за други значения на Жупа.
Жупата е най-малката административно-териториална единица при южните и западните славяни от 10. век до 20. век. Жупите отговарят по големина на по-късните общини, околии и области и обединяват териториално задругите. През Средновековието жупата се управлява от владетел/наместник, наричан жупан или бан/пан.
Понятието "жупа" е популярно в Сърбия и Хърватия; характерно е и за Западните покрайнини. Думата се трансформира и в топоними - например Жупа (област в Северна Македония).